# Rzędów (Boguszyce)
Rzędów (niem. Randowshof) – przysiółek wsi Boguszyce w Polsce, położony w województwie dolnośląskim, w powiecie oleśnickim, w gminie Oleśnica.
W latach 1975–1998 przysiółek należał administracyjnie do województwa wrocławskiego.